# Wolfgang Hanisch
Wolfgang Hanisch (* 6. března 1951, Großkorbetha, Sasko-Anhaltsko) je bývalý východoněmecký atlet, bronzový olympijský medailista a vicemistr Evropy v hodu oštěpem. Jeho osobní rekord starým typem oštěpu má hodnotu 91,14 m.